# 別列熱斯季河
貝雷熱斯特河（烏克蘭語：Бережесть），是烏克蘭中部的河流，屬於格雷茲利亞河的左支流。該河發源自維利恰，流經基輔州的維什霍羅德區，河道全長14公里。